# Мокроусов Олексій Васильович
Олексій Васильович Мокроусов (рос. Алексей Васильевич Мокроусов; при народженні — Хома Матвійович; 9 (21) червня 1887, Понирі — 28 жовтня 1959, Сімферополь) — учасник Жовтневого перевороту, воював на боці більшовиків в роки Перших визвольних змагань, один з керівників партизанського руху в Криму під час радянсько-німецької війни.

## Біографія
Народився 9 (21 червня) 1887 року в селі Понирях (нині Золотухінського району Курської області) в багатодітній селянській родині. Рано втративши батьків, в 17 років, поїхав на заробітки до Таврійської губернії, наймитував у поміщиків, був чорноробом в Криму, шахтарем на Донбасі.
Брав участь у революційних подіях 1905—1907 років на Донбасі. У 1908 році став матросом Балтійського флоту на есмінці «Приткий». У 1912 році заарештований. Революційне підпілля організувало втечу Мокроусова за кордон і забезпечило його паспортом на ім'я Савіна Олексія Васильовича (з тих пір він і залишився Олексієм Васильовичем). За кордоном працював на морських портах, копальнях і заводах Швеції, Данії, Англії, Аргентини, включився в робітничий рух.
У 1917 році повернувся до Росії, був обраний членом Севастопольського Ради. Брав участь в Жовтневому перевороті в Петрограді; загін на чолі з Олексієм Мокроусовим зайняв Петроградське телеграфне агентство. Потім командував загонами моряків-чорноморців, які воювали в Україні і на Дону. У березні 1918 року призначений начальником обласного штабу Червоної Армії в Криму, формував перші червоноармійські частини. Був відповідальним за страти  без суду в Севастополі офіцерів російської імператорської армії. У серпні того ж року отримав важке поранення, а у червні 1919 року, оговтавшись від поранення, знову з'явився на фронтах громадянської війни: з серпня 1919 року командир бригади, з липня 1920 року командувач Кримської повстанською (партизанською) армією, що діяла в тилу Врангеля. У дні, коли частини Червоної Армії під керівництвом М. В. Фрунзе брали Перекоп, партизанські загони Мокроусова захопили Судак. За наказом Реввійськради Республіки № 92 від 25 лютого 1920 року за бойові відзнаки в боях О. В. Мокроусов нагороджений орденом Червоного Прапора. Наказ підписаний заступником голови РВРР Е. М. Склянським. Мокроусов обороняв від німців Херсон, Ростов, Таганрог, захоплював Фастів і Київ. На чолі загону революційних моряків-севастопольців встановлював радянську владу в Феодосії. Поряд з бойовими діями армія Мокроусова виконувала масові політичні вбивства німецьких колоністів і заможної верхівки націоналістично налаштованих кримських татар.
З 1921 року на керівній господарській та адміністративній роботі. Член ВКП(б) з 1928 року. У 1933—1934 роки, як начальник Колимської експедиції, перетнув на собаках і оленях з невеликою групою людей тайгу Східного Сибіру в пошуках місць для аеродромів. Потім повернувся до Криму, де працював директором Кримського державного заповідника.
У 1937 році виїхав добровольцем в Іспанію, де був військовим радником при командувачі Арагонським фронтом. Після повернення з Іспанії його знову направили в Крим на відповідальну партійну роботу. Тут Мокроусов викорчовував прихованих ворогів: за короткий термін особисто ним було виявлено два троцькіста, сім ухильників, два колишніх жандарма, один колишній білогвардієць, п'ять шкідників, три шпигуна і десять просто сумнівно налаштованих суб'єктів.
У роки радянсько-німецької війни У 1941—1942 роках командувач партизанським рухом у Криму. Під його керівництвом діяли 29 партизанських загонів. Однак поряд з бойовими діями проти окупантів командир Мокроусов і комісар Мартинов сіяли серед населення національну ворожнечу, наказували розстрілювати всіх татар, що з'явилися в лісі, хто б вони не були, виганяли з лісу татар-партизан. Своїми діями Мокроусов по суті справи передав у руки гестапо голову Верховної Ради Кримської АРСР Абдурафі Сейт-Яяєва, директора винзаводу Асана Сеферова та інших комуністів і патріотів Батьківщини татаро-кримської національності. Бюро Кримського обкому ВКП(б) своїм рішенням від 18 листопада 1942 року змушене було визнати цю помилку і усунути командувача партизанським рухом Криму Мокроусова з посади. 

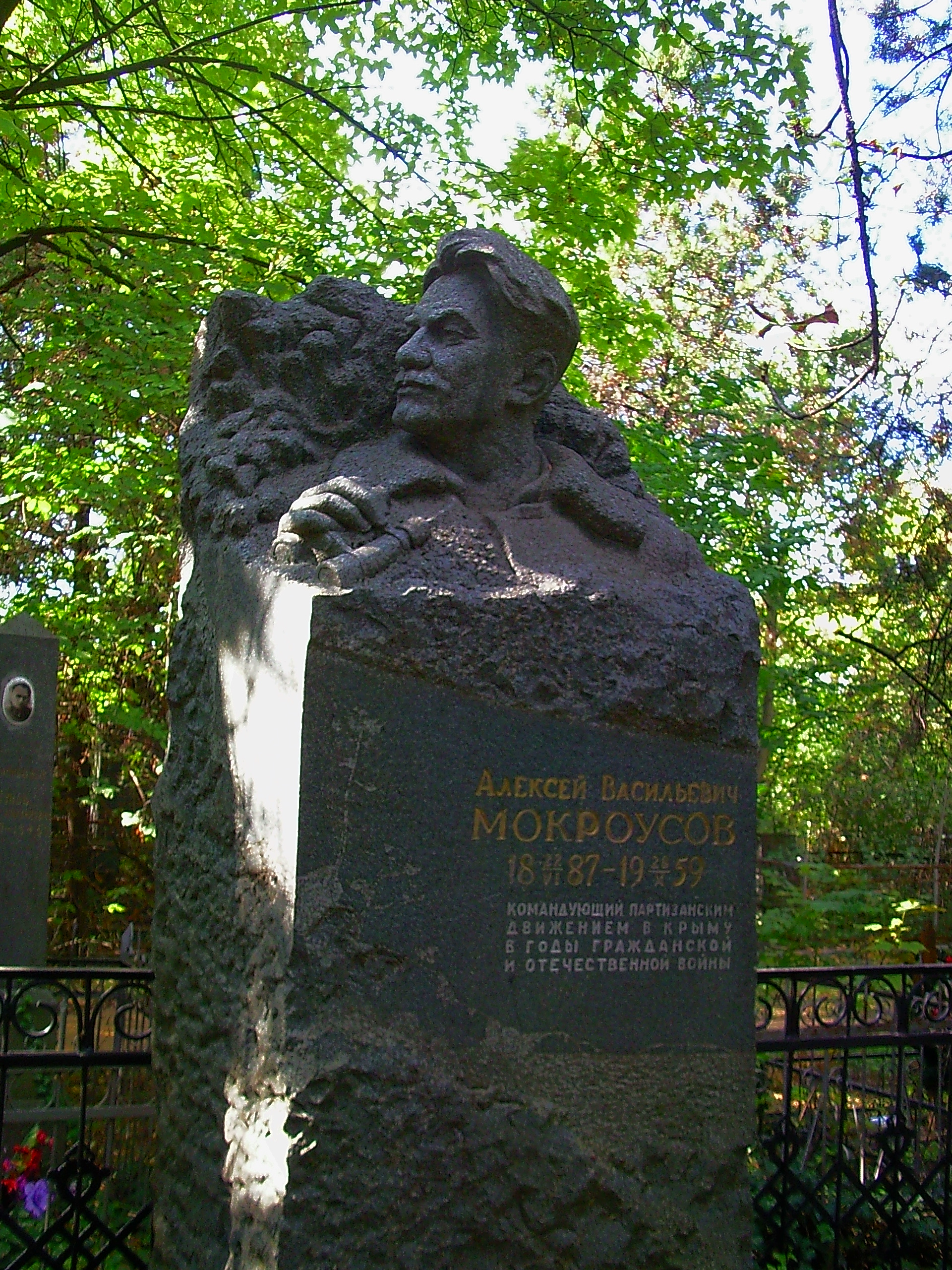
Могила О. В. Мокроусова на Військовому кладовищі у Сімферополі

У 1943—1946 роках в Радянської Армії, потім на господарській роботі. Жив у Сімферополі. Помер 28 жовтня 1959 року. Похований на військовому цвинтарі Сімферополя.

## Нагороди, пам'ять
Нагороджений орденом Леніна, орденами Червоного Прапора, Вітчизняної війни 1-го ступеня, Трудового Червоного Прапора (1957), медалями.
Іменем Олексія Мокроусова названі вулиці в Севастополі, Сімферополі і Бєлгороді. В Севастополі діє туристично-оздоровчий комплекс імені О. В. Мокроусова. У Сімферополі середня загальноосвітня школа № 7 носить ім'я О. В. Мокроусова. Письменник В. Полікарпов присвятив Мокроусову книгу «Бурям назустріч».